# Чикагская экономическая школа
Чикагская школа — направление в экономической теории. Наиболее влиятельным представителем школы был американский экономист, лауреат премии по экономике памяти Альфреда Нобеля Милтон Фридман. Главные представители — Г. Демсец, Дж. Стиглер, Т. Соуэлл, Ф. Найт, Г. Саймонс, Л. Минтс, Дж. Вайнер, Ф. Кейген, А. Шварц, Т. Шульц, А. Харбергер, Г. Беккер.
Чикагская школа начала складываться в 1930-е годы, окончательно сложилась в 60—70-е годы XX века.
Чикагская школа в определённом смысле противопоставляется гарвардской школе. В частности, представители данного направления не придерживались парадигмы «структура — поведение — результат» и считали, что структура отрасли полностью не определяет поведение игроков.

## Основные положения
В данной школе превалирует микроэкономический подход к анализу рынков. Так, Демсец придерживался точки зрения, что экономика отраслевых рынков не существует как отдельная область экономической теории, а совпадает с теорией договорных цен.
Три важнейших составляющих школы — монетаризм, экономика информации, экономика домохозяйства.
Центральной идеей является «оптимизирующее поведение» экономических агентов. Оно предполагает, что базовая экономическая единица — «человек эгоистичный». Он стремится максимизировать полезность, зарплату, прибыль. Он действует рационально. Он исходит из неопределённости выгод и издержек и поэтому занят поиском информации.
Экономике регулирование не нужно, оно гораздо важнее для тех, кто получает выгоды, занимаясь регулированием. Если государство не будет вмешиваться в регулирование рынка, то в долгосрочной перспективе текущие цены будут стремиться к конкурентным, обоснованным альтернативными издержками. Не надо бояться монополии — рынок уничтожит монопольную цену.
Инструментарий школы опирается на математический анализ равновесных систем — модель общего экономического равновесия Леона Вальраса, а не частичного (Альфред Маршалл).
Сторонники чикагской школы выступали с позиций неолиберализма против политики «государства всеобщего благоденствия» и критиковали неокейнсианство за дестимулирующее влияние высоких налогов на предпринимательство и социальных пособий на их получателей (предпочитающих получать пособия вместо труда на непрестижных рабочих местах), а также за бюрократизацию  и ползучую инфляцию как следствие бюджетного дефицита ради достижения полной занятости.